# Saint-Bonnet-près-Orcival
Saint-Bonnet-près-Orcival è un comune francese di 447 abitanti situato nel dipartimento del Puy-de-Dôme nella regione dell'Alvernia-Rodano-Alpi.

## Società

### Evoluzione demografica
Abitanti censiti